# فرودگاه فریدمن ممریال
فرودگاه فریدمن ممریال (به انگلیسی: Friedman Memorial Airport) یک فرودگاه همگانی بهره‌برداری هوایی با کد یاتا SUN است که یک باند فرود آسفالت دارد و طول باند آن ۲۳۰۱ متر است. این فرودگاه در شهر هایلی، آیداهو کشور ایالات متحده آمریکا قرار دارد و در ارتفاع ۱۶۲۱ متری از سطح دریا واقع شده‌است.